# Dél-kínai-tenger

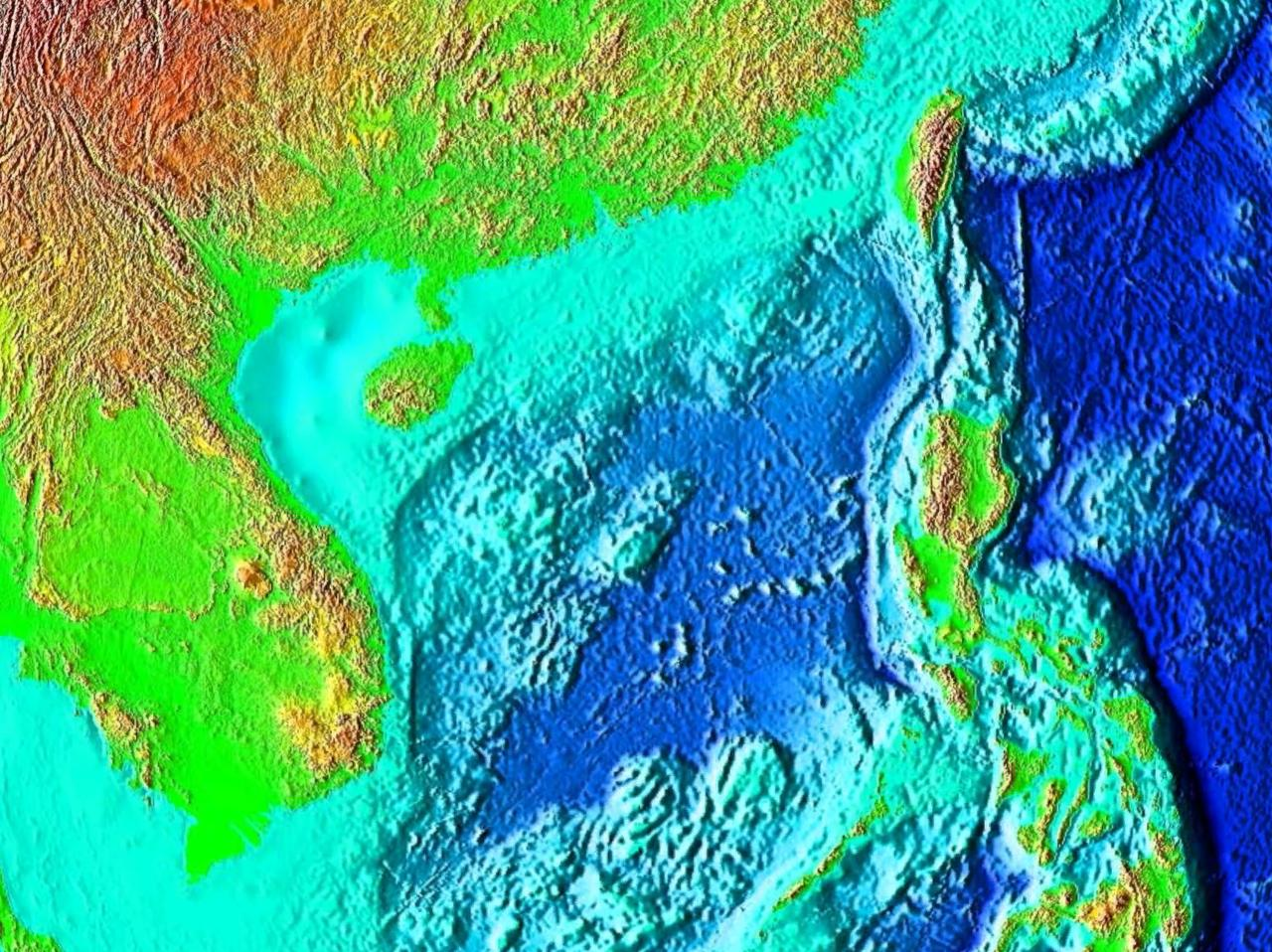
A Dél-kínai-tenger térképe

A Dél-kínai-tenger a Csendes-óceán része, amely délnyugaton Szingapúr és északkeleten a Tajvani-szoros között terül el.
Mintegy 3,5 millió km²-es területével a Föld egyik legnagyobb tengere (az óceánokat nem számítva).
A Dél-kínai-tenger Kínától délre, a Fülöp-szigetektől nyugatra, Bruneitől, illetve a malajziai Sabah és Sarawak államoktól északnyugatra, Indonéziától északra, a Maláj-félszigettől és Szingapúrtól északkeletre, az Indokínai-félszigettől és  Vietnámtól keletre hullámzik.
A Dél-kínai-tengeri szigetek több száz tagból álló, szigetívet képező szigetcsoport.
A tenger nagy területeinek és a többnyire lakatlan szigetek feletti ellenőrzés jogáról több állam áll egymással vitában.

## Földrajza
A Nemzetközi Hidrográfiai Társaság definíciója szerint a Dél-kínai-tenger délnyugat-északkeleti irányban nyújtózik, déli határa a déli szélesség 3 foka Szumátra déli része és Kalimantan (Karimata-szoros) között, északi határa a Tajvani-szoros Tajvan déli csücskétől a szárazföldi Kína fucsieni partjaiig. A Dél-kínai-tenger nyugati oldalán nyílik a Thai (Sziámi)-öböl.
A tenger az elöntött kontinentális talapzat felett hullámzik. A legutóbbi jégkorszakok idején a tengerszint több száz méterrel alacsonyabb volt és Borneó összefüggött az ázsiai kontinenssel.
A tengert határoló államok és területek északról indulva, az óra járása szerint: Kína szárazföldje, Makaó, Hongkong, Tajvan, Fülöp-szigetek, Malajzia, Brunei, Indonézia, Szingapúr, Thaiföld, Kambodzsa és Vietnám.
A tengerbe ömlő fontos folyók közt van a Gyöngy-folyó, a Min-folyó, a Csiulong-folyó, a Vörös-folyó, a Rajang-folyó, a Pahang-folyó és a Pasig-folyó.
A Dél-kínai-tenger mintegy 45 millió évvel ezelőtt nyílt szét, amikor a Veszélyes Földek nevű szárazföld elsodródott Kína tömbjétől.

### Szigetek, tengeri hegyek
A tengerben több, mint 200 azonosított sziget és zátony található, legtöbbjük a Spratly-szigetekhez tartozik. 
A legnagyobb egyedi képződmény a Spratly-szigetek régiójában az angolul Reed Tablemountnak nevezett, 100 kilométer széles tengeri hegy, amely a szigetcsoport északkeleti részében található, és amelyet a Palawan-árok választ el a Fülöp-szigetekhez tartozó Palawan szigettől. A tengeri hegy, amelyet ma 20 méter mély víz fed, sziget volt, de 7000 évvel ezelőtt, a legutolsó jégkorszak után a tenger emelkedő vize elborította. Területe 8866 km² és ezzel a világ legnagyobb víz alá merült atolltömbje.

## Fordítás
Ez a szócikk részben vagy egészben  a   South China Sea című angol Wikipédia-szócikk ezen változatának fordításán alapul.  Az eredeti cikk szerkesztőit annak laptörténete sorolja fel. Ez a jelzés csupán a megfogalmazás eredetét és a szerzői jogokat jelzi, nem szolgál a cikkben szereplő információk forrásmegjelöléseként.